# 伊藤エミ
伊藤 エミ（いとう エミ、本名：澤田 日出代（さわだ ひでよ）、旧姓：伊藤、1941年（昭和16年）4月1日 - 2012年（平成24年）6月15日）は、日本の歌手で、ザ・ピーナッツのメンバーである。双子の妹に同じくザ・ピーナッツの伊藤ユミがいる。
伊藤エミーと記した書籍物もあったが、正式には伊藤エミが正しい。

## 略歴
1941年、愛知県知多郡常滑町（現・常滑市）で三女として生まれた。直ぐに名古屋市へ転居。10歳の頃、NHK名古屋放送局の唱歌隊に妹の伊藤ユミと一緒に所属していた。その後、名古屋市のレストランで伊藤シスターズとして歌っていた所を渡辺プロダクションの社長、渡邊晋にスカウトされ、1959年2月11日、ザ・ピーナッツとしてデビューする。歌はハーモニーで歌っていた（妹のユミはメロディーである）。
1975年4月に芸能界を引退。引退後、同年6月4日に同じ渡辺プロダクション所属の歌手である沢田研二と結婚。7月20日には比叡山延暦寺で式を挙げた。直後の沢田の「比叡山フリーコンサート」に夫婦揃ってステージに上がり、結婚報告を行った。尚、エミがステージに上がり、一般観衆の前に姿を見せたのはこれが最後である。
婚姻で、本籍は沢田の実家のある京都府となったが（居住は東京都のまま）、1979年3月に一男を授かった後、1987年1月に離婚。本籍も戻した。この時の慰謝料は当時の芸能人カップル最高額の18億1,800万円であった。離婚後も沢田の本名である澤田姓を通していた。
以降実妹・ユミ共々ほとんど公式の場に姿を現すことはなかった。渡辺プロの後輩でもある中尾ミエとは引退後も亡くなるまで交流があったという。
2005年12月から2006年1月及び2007年8月に渡辺プロダクション主催の記念イベントにて最後のライブ（さよなら公演）で使用したマイクが展示されていた（伊藤日出代のネームプレート入り）。
2012年6月15日、がんのため死去。死去の事実は同月27日に明らかになった。71歳没。